# Журавлёв, Николай Викторович
Журавлев Николай Викторович (16 января 1930, Омск, Сибирский край — 25 января 2010, Киев) — советский и украинский кинооператор, заслуженный деятель искусств Кабардино-Балкарской ССР (1988).

## Биография
Родился 16 января 1930 г. в г. Омске (РСФСР) в семье служащего.
Закончил Одесский технологический институт (1955) и операторский факультет Всесоюзного государственного института кинематографии (1966).
С 1957 г. работал на Киевской киностудии им. А. П. Довженко.
С 1965 г. — оператор-постановщик.
Был членом Национального союза кинематографистов Украины.
Ушел из жизни 25 января 2010 года в Киеве, похоронен на Северном кладбище.

## Фильмография
Снял фильмы:
- «Сказка про Мальчиша-Кибальчиша» (1964, 2-й оператор),
- «Акваланги на дне» (1965, в соавт.),
- «Туманность Андромеды» (1967, Специальный приз жюри на фестивале в Югославии),
- «Сокровища пылающих скал» (1969),
- «В тридевятом царстве…» (1970),
- «Звездный цвет» (1971),
- «Ночной мотоциклист» (1972),
- «Такая она, игра» (1976),
- «Будьте готовы, Ваше Высочество!» (1978),
- «„Мерседес“ уходит от погони» (1980),
- «Тайна корабельного часов» (1982),
- «Тепло студеной земли» (1984, телефильм, 2 серии),
- «Слушать в отсеках» (1985, телефильм, 2 серии),
- «Раненые камни» (1987, т/ф),
- «Проект „Альфа“» (1990),
- «Звезда шерифа» (1991, в соавт.) и др.